# Alfred Noyes
Pour les articles homonymes, voir Noyes.
Alfred Noyes, né à Wolverhampton le 16 septembre 1880 et mort à l'Île de Wight le 25 juin 1958, est un poète anglais, connu surtout pour ses ballades The Highwayman (« Le bandit de grand chemin ») et The Barrel Organ (« L'orgue de barbarie »).
Il est le fils d'Alfred et Amélia Adams Noyes. Il fait ses études à Oxford, au Collège d'Exeter, qu'il quitte avant d'obtenir un diplôme. À 21 ans, il publie son premier recueil de poèmes, The Loom of  the Years. De 1903 à 1908, Noyes publie cinq volumes de poésies, parmi lesquels The Forest of Wild Thyme (« La Forêt du thym sauvage ») et The Flower of Old Japan and Other Poems (« La Fleur du vieux Japon et autres poèmes »).
En 1907, il épouse Garnett Daniels. De 1914 à 1923, il enseigne la littérature anglaise à l'université de Princeton où l'un de ses élèves est F. Scott Fitzgerald. L'épouse de Noyes meurt en 1926, ce qui l'amène à se convertir au catholicisme. Il raconte sa conversion dans The Unknown God (« Le Dieu inconnu »), paru en 1934. Il se remarie avec Angela Mayne Weld-Blundell, dont il a trois enfants : Hugh, Veronica et Margaret.
Une cécité naissante l'oblige à dicter ses compositions. Son autobiographie, Two Worlds for Memory, est publiée en 1953. Noyes est l'auteur d'une soixantaine de livres, non seulement de poésie mais aussi de nouvelles. Les poésies de Noyes exaltent le patriotisme et les héros de la guerre. Elles reflètent son admiration pour la nature, son respect pour les explorateurs du monde scientifique et sa foi en Dieu.

## Postérité

### Cinéma
Le film Dick Turpin's Ride, réalisé par Ralph Murphy en 1951, s'inspire librement du poème du même nom composé par Alfred Noyes, lui-même librement inspiré par la vie du bandit Dick Turpin.

### Musique
Plusieurs poèmes d'Alfred Noyes ont été adaptés en chansons. Pageant of Empire a été adapté en huit chansons par le compositeur britannique Edward Elgar en 1924. Michael Brough a chanté Bacchus and the Pirates. Everywhere a donné lieu à un clip musical de Fleetwood Mac. Le poème The Highwayman a été adapté en chanson par le chanteur Phil Ochs en 1965 sur l'album I Ain't Marching Anymore et par la chanteuse canadienne Loreena McKennitt dans son album The Book of Secrets, paru en 1997. Le livre Xi des Madrigals, Carmina Silvicola, a été adapté en chanson par Clive Strutt.